# Druk Nyamrup Tshogpa
Druk Nyamrup Tshogpa (en dzongkha འབྲུག་མཉམ་རུབ་ཚོགས་པ; en wylie: ’brug nyam-rub tshogs-pa, abreviado como DNT), lo que se traduciría como Partido Unido de Bután, es un partido político butanés de ideología socialdemócrata fundado en 2012 bajo el nombre de Partido Socialdemócrata y registrado bajo su nombre actual el 20 de enero de 2013.
Fue la tercera fuerza nacional en la primera vuelta electoral de las elecciones generales de 2013, no pudiendo acceder a la Asamblea Nacional. Varios de sus candidatos se retiraron del partido para presentarse como candidatos en la ronda final por el Partido Democrático del Pueblo, que resultó ganador. En las elecciones de 2018, logró finalmente la mayoría simple en la primera vuelta y triunfar ampliamente en la segunda, obteniendo la victoria y convirtiéndose en el nuevo partido gobernante a partir de noviembre de 2018 con Lotay Tshering como primer ministro.

## Resultados electorales
|  | 17.04 % |

|  | 31.85 % |

|  | 54.95 % |

|  | 13.13 % |